# Indische geelneusalbatros
De Indische geelneusalbatros (Thalassarche carteri) is een vogel uit de albatrossenfamilie. Hij is de kleinste soort uit het geslacht Thalassarche. Het is een bedreigde vogelsoort die broedt op een beperkt aantal afgelegen eilanden in het zuiden van de Indische Oceaan. De vogel werd in mei 1900 door de heer Tom Carter (vandaar de wetenschappelijke naam) levend gevonden in Noordwest-Australië en is in 1903 door Lionel Walter Rothschild geldig beschreven.

## Kenmerken
De vogel is 71 tot 81 cm lang en heeft een spanwijdte van 180 tot 215 cm. Het is een relatief kleine, slank gebouwde albatros, lichtgrijs op de kop met grijze bovenvleugels en staart en wit van onder. Er zit een smalle donkere rand aan de voorkant van de ondervleugel. De snavel is zwart, met een gele bovenrand die dicht bij de snavelpunt oranje wordt.

## Verspreiding en leefgebied
De Indische geelneusalbatros broedt in vogelkolonies op de Prins Edwardeilanden, Crozeteilanden, Kerguelen, Amsterdam en Île Saint-Paul in de Indische Oceaan. Daar broeden ze op rotsige, kale hellingen soms ook tussen hoog gras. De vogels foerageren op vis en pijlinktvissen tot 1500 km van de kolonies. Buiten het broedseizoen komen ze voor boven de oceaan van Zuid-Afrika in het westen tot de Grote Oceaan net voorbij Nieuw-Zeeland in het oosten, tussen 30 en 50° zuiderbreedte.

## Status
De Indische geelneusalbatros heeft een beperkt broedgebied en daardoor is de kans op uitsterven aanwezig. De grootte van de populatie werd in 2017 door BirdLife International geschat op 82.000 volwassen individuen en de populatie-aantallen nemen af. Op Amsterdameiland brak in de jaren 1990 een ziekte uit die werd geïntroduceerd via kippen die de bewoners hielden. Ook had beweiding door verwilderd rundvee een nadelige invloed, voordat dit vee effectief werd ingerasterd. Daarnaast is er de schadelijke invloed van de langelijnvisserij op diverse plekken binnen het uitgestrekte foerageergebied van deze zeevogels. Om deze redenen staat deze soort als bedreigd op de Rode Lijst van de IUCN.